# Leonardocollege
Een leonardocollege is een voormalig schooltype voor voortgezet onderwijs voor hoogbegaafden in Nederland.

## Oprichting
Een leonardocollege was als middelbare school een vervolg op de leonardoschool. Wanneer ergens een leonardoschool werd gestart, moest er ook iets geregeld worden voor de kinderen die ervan af kwamen. Deze kinderen konden een aardige voorsprong hebben op hun leeftijdgenoten in de vakken die op een leonardoschool werden gegeven. Vandaar dat bij de oprichting van een leonardoschool meteen werd geprobeerd ook het vervolg te regelen in de vorm van bij voorkeur een leonardocollege. Hier werd doorgegaan met de vakken waarmee al op de leonardoschool was begonnen.

## Inhoud
Een leonardocollege was een vwo-school. Soms was het een gymnasium, een technasium of een tvwo, of alles tegelijkertijd. In een vwo-tempo werden de vwo-vakken gevolgd, zodat overstappen van en naar het vwo tussentijds mogelijk bleef. Ten opzichte van een reguliere vwo stonden er minder contacturen (lesuren) op het lesrooster voor de vwo-vakken, zodat er tijd vrij was voor bijvoorbeeld extra vakken. Op het Walburg College in Zwijndrecht kregen kinderen bijvoorbeeld extra Engels, zodat het tevens een tvwo is. Ook waren er de keuzevakken Latijn en Grieks, zodat na drie jaar een overstap naar het gymnasium mogelijk was. Door het extra vak onderzoeken en ontwerpen was een overstap naar het technasium mogelijk. Naast de extra vakken waren er tevens buitenschoolse activiteiten en projecten.

## Geschiedenis
Het Walburg College begon in augustus 2008 als eerste met een leonardocollege. Daarna startten de volgende leonardocolleges:

### 2009
- Den Haag, Aloysius College
- Geleen, Graaf Huyn College
- Zoetermeer, Picasso Lyceum
- Rijswijk, Rijswijks Lyceum
- Zevenaar, Liemers College
- Deurne, St.-Willibrord Gymnasium

### 2010
- Dronten, Ichthus College Dronten
- Ede, Pallas Athene College
- Hoogvliet, Einstein Lyceum

### 2011
- Julianadorp, Scholen aan zee
- Bodegraven, Antonius College Bodegraven

### 2012
In 2012 werd bekend dat van de inmiddels tien leonardocolleges zeven stopten met de samenwerking met de Leonardostichting. Ze voelden zich te weinig gesteund door de Leonardostichting. De scholen wilden gaan samenwerken bij het verder ontwikkelen van een onderwijsaanbod voor hoogbegaafden. Volgens de Leonardostichting voldeden deze scholen niet aan de kwaliteitseisen.

### Na 2013
Op de website van leonardo-onderwijs werden voor het schooljaar 2013-2014 geen leonardocolleges meer genoemd. De Leonardostichting en haar opvolger Educate2XL gingen in respectievelijk 2014 en 2015 failliet.